# 航空街道
航空街道是中华人民共和国内蒙古自治区阿拉善盟额济纳旗下辖的一个街道办事处，于2017年5月设立。

## 行政区划
航空街道下辖以下村级行政区划单位：
机关社区、一社区、二社区、训练基地社区、评估中心社区。